# 公务员考试
公务员考试，简称公考，是各国为招聘和录用公务员而实施的考试。中国古代的科举被視為公务员考试的開端。   各国的公务员考试一般要考察基础知识（历史、地理、哲学、文学、政治）、专业知识、基本技能（文件整理、速记、归档、起草文件）、智力水平（空间能力、數學能力、观察能力、记忆能力、文字表达能力、归纳能力）、心理素質。